# Gaston III de Foix

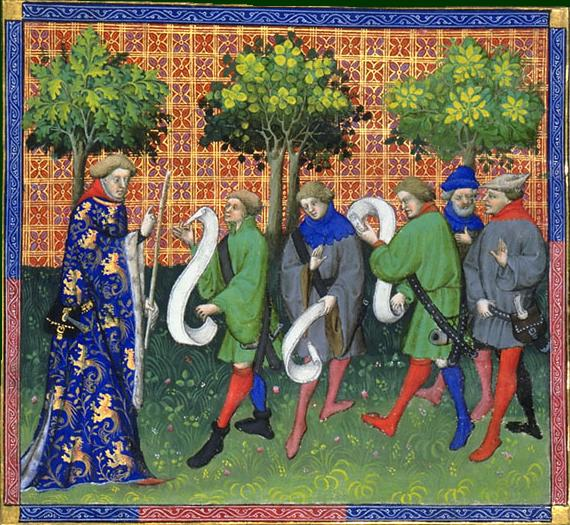
Gaston III de Foix på jakt.

Gaston III, greve av Foix, kallad Phébus, född den 30 april 1331, död den 1 augusti 1391, var en fransk ädling.
Gaston III de Foix understödde 1345 franske kungen Filip VI mot engelsmännen, deltog 1356 i ett korståg mot de hedniska letterna och befriade 1358, under Jacqueriekriget, den kungliga familjen ur de upproriska
parisarnas händer. Han besegrade 1362 greven av Armagnac, som tvangs att till honom avträda Béarn. Han var även författare (Livre de chasse 1387).